# Momento (estatística)
Em estatística, a expressão genérica de esperança, o {\displaystyle {\color {Red}n}}-ésimo momento ou momento de ordem n de uma variável aleatória {\displaystyle X} é dado por:
{\displaystyle E\left[X^{\color {Red}n}\right],}
onde o símbolo {\displaystyle E} indica a operação de valor esperado ou esperança.
Os momentos são muito importantes em estatística para caracterizar distribuições de probabilidade. Por exemplo, a distribuição normal é caracterizada apenas pelo primeiro e pelo segundo momentos. Os primeiro, segundo, terceiro e quarto momentos caracterizam a tendência central, dispersão, assimetria e curtose, respectivamente, de uma distribuição de probabilidades.
Os momentos mais importantes são os quatro primeiros, que são muito utilizados para caracterizar funções densidade de probabilidade. Entretanto, é quase sempre possível calcular momentos de alta ordem.

## Definição formal

### Momento
As seguintes definições são equivalentes:
- Para cada número inteiro {\displaystyle {\color {Red}n}}, o {\displaystyle {\color {Red}n}}-ésimo momento de uma variável aleatória {\displaystyle X} é definido como

{\displaystyle E\left[X^{\color {Red}n}\right].}
- O n-ésimo momento da variável aleatória {\displaystyle X}, cuja função densidade é dada por {\displaystyle f}, é definido por:

{\displaystyle \mu '_{\color {Red}n}=E\left[X^{\color {Red}n}\right]=\int _{-\infty }^{\infty }x^{\color {Red}n}f(x)dx.}

### Momento Central
- Para cada número inteiro {\displaystyle {\color {Red}n}}, o {\displaystyle {\color {Red}n}}-ésimo momento central de uma variável aleatória {\displaystyle X} é definido como

{\displaystyle \mu _{\color {Red}n}=E\left[(X-E[X])^{\color {Red}n}\right].}

## Cálculo de momentos
Por ser um cálculo de valor esperado (esperança), o cálculo dos momentos varia ligeiramente dependendo de a variável aleatória ser do tipo discreta ou contínua. Isso porque a esperança, no caso de variáveis aleatórias discretas, é calculado por uma soma ponderada das possíveis ocorrências. No caso de variáveis aleatórias contínuas, a esperança é calculada por uma integral (que nada mais é que uma soma infinita). A ideia, porém, é a mesma.
| Valor de n                                     | Tipo de variável | Substituindo o valor de {\displaystyle {\color {Red}n}} na equação de definição de momento, temos                                                                                   | Substituindo o valor de {\displaystyle {\color {Red}n}} na equação de definição de momento central, temos                                                                    |
| ---------------------------------------------- | ---------------- | --- | --- |
| 1º momento ({\displaystyle {\color {Red}n}=1}) | Contínua         | {\displaystyle \mu _{\color {Red}1}^{'}=E\left(x^{\color {Red}1}\right)=\int _{-\infty }^{\infty }f_{x}(x)x^{\color {Red}1}dx}, ou seja, o primeiro momento é a média da variável X | {\displaystyle \mu _{\color {Red}1}=E\left[(X-E(X))^{\color {Red}1}\right]=E(X)-E(X)=0}. Ou seja, o primeiro momento central é sempre igual a zero.                          |
| 1º momento ({\displaystyle {\color {Red}n}=1}) | Discreta         | {\displaystyle \mu _{\color {Red}1}^{'}=E\left(x^{\color {Red}1}\right)=\sum _{x}^{}\left[f_{x}(x)x^{\color {Red}1}\right]}, ou seja, o primeiro momento é a média da variável X    | {\displaystyle \mu _{\color {Red}1}=E\left[(X-E(X))^{\color {Red}1}\right]=E(X)-E(X)=0}. Ou seja, o primeiro momento central é sempre igual a zero.                          |
| 2º momento ({\displaystyle {\color {Red}n}=2}) | Contínua         | {\displaystyle \mu _{\color {Red}2}^{'}=E\left(x^{\color {Red}2}\right)=\int _{-\infty }^{\infty }f_{x}(x)x^{\color {Red}2}dx}                                                      | {\displaystyle \mu _{\color {Red}2}=E\left[(X-E(X))^{\color {Red}2}\right]=Var\left(X\right)}. Ou seja, o segundo momento central de uma variável aleatória é sua variância. |
| 2º momento ({\displaystyle {\color {Red}n}=2}) | Discreta         | {\displaystyle \mu _{\color {Red}2}^{'}=E\left(x^{\color {Red}2}\right)=\sum _{x}^{}\left[f_{x}(x)x^{\color {Red}2}\right]}.                                                        | {\displaystyle \mu _{\color {Red}2}=E\left[(X-E(X))^{\color {Red}2}\right]=Var\left(X\right)}. Ou seja, o segundo momento central de uma variável aleatória é sua variância. |

## Momento conjunto
Seja o vetor {\displaystyle X=\left[X_{1}X_{2}X_{3}\cdots X_{N}\right]}. O k-ésimo momento conjunto de X é
{\displaystyle E\left[X_{1}^{k_{1}}*X_{2}^{k_{2}}*X_{3}^{k_{3}}*X_{4}^{k_{4}}...*X_{N}^{k_{n}}\right]},
sendo que:
{\displaystyle \sum _{i=1}^{n}{k_{i}}=k.}